# The R.E.D. Album
The R.E.D. Album é o quarto álbum de estúdio do rapper e West Coast hip hop americano The Game, cujo lançamento aconteceu dia 23 de agosto pelas gravadoras Geffen Records e Interscope Records, depois de quase dois anos de atrasos desde o final de 2009 e sua estreia sendo remarcada em um total de 10 vezes. Antes do lançamento oficial do álbum e ao contrário do anterior, várias datas de lançamento foram dadas, Game confirmou que a nova data de lançamento seria em 23 de agosto de 2011 e que iria permanecer de vez. The R.E.D. Album foi planejado ser liberado sobe o rótulo de Dr. Dre Aftermath Entertainment e que marcaria retorno de Game para Aftermath Entertainment e Interscope Records, as duas gravadoras, que lançaram seu álbum de estreia, The Documentary, antes de uma briga com o ex-contratados G-Unit, companheiros de 50 Cent fez com que ele lançasse seus dois álbuns seguintes, Doctor's Advocate de 2006 e LAX de 2008, pela Geffen Records, mas isso foi provado que é falso.
As sessões de gravação aconteceram entre o período de 2009 até o fim de 2011, em Ameraycan Recording Studios e Pacifique Recording Studios, ambos estúdios localizados em North Hollywood, California, Encore Recording Studios em Burbank, Califórnia e Paramount Recording Studios em Hollywood, California. De acordo com Game, Dr. Dre, Pharrell Williams e Marte (produtor do grupo 1500 or Nothin) seriam produtores executivos do álbum. Também foi afirmado que Game trabalhou com uma ampla variedade de produtores durante as sessões de gravação de álbuns, incluindo aqueles Boi-1da, Cool & Dre, DJ Khalil, DJ Premier, Don Cannon, Hit-Boy, Maestro, StreetRunner, The Futuristics como Bangladesh, DJ Quik, Drumma Boy, Hi-Tek, Jim Jonsin, Jeff Bhasker, Just Blaze, J.U.S.T.I.C.E. League, J. R. Rotem, Kanye West, Lex Luger, Nottz, No I.D., Nottz, Polow da Don, Ryan Leslie, RZA, Scoop DeVille, Scott Storch, Swizz Beatz, Timbaland, will.i.am e muitos outros que não foram creditados.
O álbum estreou no número um da Billboard 200 no EUA, vendendo 98.000 cópias em sua primeira semana, uma grande queda das vendas dos seis últimos três álbuns lançados. Ele produziu dois singles, o polêmico e menos sucesso "Red Nation" e "Pot of Gold", que alcançaram algum sucesso na Billboard e no mundo. Após do seu lançamento, The R.E.D. Album recebeu opiniões mistas e opiniões positivas dos críticos de música, que elogiaram sua performance apaixonada no álbum e ouvidos para a produção.

## Antecedentes e desenvolvimento
As pessoas acham que o título "The R.E.D. Album" simboliza as gangues. Eu sou o que sou.[...] "RED" quer dizer "re-dedicação" ao hip hop. E a capa eu dediquei a minha família.

—Game falando da rededicação ao hip-hop
Após o lançamento do seu terceiro álbum, LAX, em 2008, Game afirmou que ele planejava se aposentar da música para passar mais tempo com sua família e se concentrar no que era mais importante para ele na época. No entanto mais tarde, ele afirmou que Interscope Records não queria que ele se aposentasse, e que a gravadora queria que ele voltasse a lançar outro álbum no início de fevereiro de 2009. Game comentou que comunicado foi tão longe seu radar e que era ridículo. Mais tarde, ele afirmou: "Agora, se você me der uns cinco, dez milhões de dólares, ou algo para fazê-lo [...] Eu sou a coisa mais importante nessa construção agora, com o falecimento recente da G-Unit, e é isso mesmo, o homem. "
No entanto, no início de maio de 2009, foi revelado que Game tinha começado a trabalhar em um novo álbum intitulado DOC ou Diary of Compton, e ele queria ajuda do membro antigo, Dr. Dre, incluindo aqueles, Ice Cube, DJ Yella, e MC Ren. Mais tarde no final de novembro de 2009, em uma entrevista a HipHopDX, Game falou sobre o status atual do álbum, ele comentou que o álbum tinha sido engavetado, porque ele precisava da ajuda de Dr. Dre, Ice Cube e Snoop Dogg, afirmando que os mesmo não estava lá quando ele começou o projeto. Na mesma entrevista, Game revelou que, em parte, escolheu para dar ao álbum o título porque seus fãs simplesmente deram o material no início que ele gravou para o álbum, "RED". Mais tarde, ele afirmou que voltaria a dedicar-se à música hip hop e fazer um retorno, após afirmar que iria se aposentar após o lançamento de seu terceiro álbum, LAX. Em uma entrevista mais tarde com a MTV, ele explicou o significado do título: "RED" resalta para "re-dedicação", não a sua filiação com a famosa gangue de rua de Los Angeles, Califórnia, os Bloods, como se pensava anteriormente.

## Gravação
As sessões de gravação para o álbum aconteceram no Ameraycan Recording Studios e Recording Studios Pacifique ambas localizadas em North Hollywood, Califórnia, em Encore Recording Studios, em Burbank, Califórnia e no Paramount Recording Studios em Hollywood, Califórnia. O início da gravação para o álbum começou em 13 de maio de 2009, e foi revelado que Game começou a gravar com Timbaland e Drumma Boy em Los Angeles, Califórnia. Game também revelou à MTV que ele tinha trabalhado com produtores discográficos como J. R. Rotem, Mike Lynn e Cool & Dre, e esperava para receber a produção de Kanye West. Em uma entrevista com a revista XXL, Boi-1da afirmou que havia dado batidas para o novo álbum de Game.
Mais tarde, em outra entrevista com a XXL, Game confirmou que os convidados do álbum incluiriam os rappers Lil Wayne, Pharrell Williams, Gucci Mane e Kanye West, e também afirmau que desejava trabalhar com a cantora pop Lady Gaga, afirmando que ele estava tentando conseguir uma permição com a produtora executiva da Interscope Records, Jimmy Iovine. Em 3 de outubro de 2009, Snoop Dogg postou uma foto na sua rede social Twitter, com Dr. Dre e Game trabalhando juntos em um estúdio. A foto foi tirada um dia antes, e marcou pela primeira vez o trabalhou de Dr. Dre com Game durante alguns anos desde a briga com o ex-G-Unit companheiros contratados de 50 Cent levaram a perder sua gravadora Aftermath Entertainment e a Interscope Records, e liberar os seus dois álbuns seguintes pela Geffen Records. Mais tarde, no início de janeiro de 2010, Game publicou uma foto de si mesmo usando várias correntes, todas com o logotipo da Aftermath Entertainment junto a ele, com a leitura de legenda "É engraçado como as coisas vêm em um círculo cheio" em sua página original no Twitter, sugerindo que ele tinha voltado para a gravadora. Esta notícia foi mais tarde confirmada oficialmente.
Game mais tarde revelou que Dr. Dre e Pharrell Williams seriam os produtores executivos do álbum. Depois que Game afirmou que depois que Dr. Dre assumiu o álbum tudo ficou "claro". Além disso, no início de janeiro 2010, Game revelou a Billboard que o DJ Khalil tinha contribuído para a produção do álbum. Ele revelou a Rap-Up, que o cantor de R&B Chris Brown e Dr. Dre seriam incluídos no álbum. O cantor de R&B Akon também havia sido confirmado para performar em uma faixa intitulada "Would I Be Wrong?" com a produção de Polow da Don. Game confirmado mais tarde uma colaboração do cantor pop Justin Timberlake dizendo que "nunca pensei na minha vida que eu iria trabalhar com Justin, e em seguida, ficou tão catastrófico e foi incrível." Ele também confirmou que convidou a rapper feminina Nicki Minaj que acabou recusando. Game gravou uma canção com os rappers Jim Jones e Jadakiss intitulada "Gangs in New York", que destacou a produção futuras do produtor Scoop DeVille.
Game mais tarde revelou que ele colaborou com o rapper Rick Ross, os cantores de R&B Robin Thicke, Ashanti, e os rappers Bow Wow, Beanie Sigel e os futuros rapper Jay Electronica. Game revelou que o rapper e produtor RZA também contribuiu para a produção do álbum. Game também declarou que o rapper Shyne seria um convidado do álbum também. Em 11 de junho de 2010, Game vazou uma música em sua conta no Twitter com o título "We Do It Big". Apresentou o rapper do sul Yung Joc com amostras do clássico hit "Juicy" do rapper falecido The Notorious B.I.G.. Ele também falou em uma entrevista na 95,7 no chat ao vivo The Beat, no qual ele afirmou que o rapper Nas não faria o álbum neste momento. Game também pensava em convidar os rapper's Drake e Will Smith. Além destexs, Game confirmou que Nelly Furtado, T.I. e Snoop Dogg estariam no álbum, com a produção proveniente de Dr. Dre, The Neptunes, Kanye West e Timbaland. Durante sua turnê promocional na América, Game falou para Jenny Boom Boom em 97,3 Hot e afirmou que os atrasos repetitivos do álbum era porquê ele estava trabalhando com DJ Toomp, e também estava esperando para gravar com DJ Premier, antes do lançamento do álbum.

## Alinhamento de faixas
| N.º | Título                                                      | Compositor(es) | Produtor(es)                            | Duração |  |
| 1.  | "Dr. Dre Intro" (performada por Dr. Dre)                    | J. Taylor |                                         | 0:26    |  |
| 2.  | "The City" (com Kendrick Lamar)                             | J. Taylor, A. Lyon, M. Valenzano, K. Lamar, J. Steinman                                                                          | Cool & Dre                              | 5:41    |  |
| 3.  | "Drug Test" (com Dr. Dre, Snoop Dogg & Sly)                 | J. Taylor, A. Young, C. Broadus, K. Abdul-Rahman, D. Tannenbaum, S. Jordan, S. Benton, K. Lamar, J. Cole, E. Hayes, B. Honeycutt | DJ Khalil                               | 2:46    |  |
| 4.  | "Martians vs. Goblins" (com Lil Wayne & Tyler, The Creator) | J. Taylor, D. Carter, T. Okonma, L. Dopson, C. Brown, L. Edwards                                                                 | Larrance Dopson, Brody, Mars            | 3:48    |  |
| 5.  | "Red Nation" (com Lil Wayne)                                | J. Taylor, D. Carter, A. Lyon, M. Valenzano, E. Guenther, F. Senfter                                                             | Cool & Dre                              | 3:49    |  |
| 6.  | "Dr. Dre 1" (performada por Dr. Dre)                        | J. Taylor |                                         | 0:25    |  |
| 7.  | "Good Girls Gone Bad" (com Drake)                           | J. Taylor, A. Lyon, M. Valenzano, A. Graham, J. B. Corbitt, C. Reid                                                              | Cool & Dre                              | 4:38    |  |
| 8.  | "Ricky"                                                     | J. Taylor, K. Abdul-Rahman, D. Tannenbaum                                                                                        | DJ Khalil                               | 4:07    |  |
| 9.  | "The Good, the Bad, the Ugly"                               | J. Taylor, C. Hollis | Hit-Boy                                 | 2:28    |  |
| 10. | "Heavy Artillery" (com Rick Ross & Beanie Sigel)            | J. Taylor, D. Grant, W. Roberts, N. Warwar, M. Anello, B. Sigler, P. Hurtt, K. Gamble                                            | StreetRunner, Ilo                       | 4:14    |  |
| 11. | "Paramedics" (com Young Jeezy)                              | J. Taylor, J. Jenkins, V. Brooks                                                                                                 | Maestro                                 | 4:56    |  |
| 12. | "Speakers on Blast" (com Big Boi & E-40)                    | J. Taylor, A. Patton, E. Stevens, L. Edwards                                                                                     | Mars                                    | 5:11    |  |
| 13. | "Hello" (com Lloyd)                                         | J. Taylor, L. Polite, L. Edwards, S. Jean                                                                                        | Brody, Larrance Dopson, Mars            | 3:49    |  |
| 14. | "All the Way Gone" (com Mario & Wale)                       | J. Taylor, D. Cannon, L. Edwards, M. Barrett, O. Akintimehin                                                                     | Don Cannon, Mars                        | 3:21    |  |
| 15. | "Pot of Gold" (com Chris Brown)                             | J. Taylor, C. Brown, S. Jean, R. Miller, A. Gardner, B. Rosenworcel                                                              | The Futuristics                         | 3:21    |  |
| 16. | "Dr. Dre 2" (performada por Dr. Dre)                        | J. Taylor |                                         | 0:24    |  |
| 17. | "All I Know"                                                | J. Taylor, L. Breeze, M. Samuels, A. Ortiz, C. Green                                                                             | Boi-1da, Pebrocks (co.), Big Kast (co.) | 4:03    |  |
| 18. | "Born in the Trap"                                          | J. Taylor, C. Martin, V. McCoy                                                                                                   | DJ Premier                              | 3:46    |  |
| 19. | "Mama Knows" (com Nelly Furtado)                            | J. Taylor, P. Williams | Pharrell Williams                       | 3:52    |  |
| 20. | "California Dream"                                          | J. Taylor, L. Edwards, G. Kerr, S. Robinson                                                                                      | Mars                                    | 6:12    |  |
| 21. | "Dr. Dre Outro" (performance de Dr. Dre)                    | J. Taylor |                                         | 0:30    |  |

## Desempenho nas paradas musicais

### Paradas
| Paradas musicais (2011)                       | Melhor posição |
| --------------------------------------------- | -------------- |
| Austrália - (Austrian Albums Chart)           | 39             |
| Bélgica (Belgian Albums Chart) (Flanders)     | 32             |
| Bélgica (Belgian Albums Chart) (Wallonia)     | 36             |
| Canadá (Canadian Albums Chart)                | 2              |
| Dinamarca (Danish Albums Chart)               | 17             |
| Estados Unidos (Billboard 200)                | 1              |
| Estados Unidos (Billboard R&B/Hip-Hop Albums) | 1              |
| Estados Unidos (Billboard Rap Albums)         | 1              |
| Irlanda (Irish Albums Chart)                  | 7              |
| Noruega (Norwegian Albums Chart)              | 28             |
| Países Baixos (Dutch Albums Chart)            | 45             |
| Reino Unido (UK Albums Chart)                 | 14             |
| Reino Unido (UK R&B Albums Chart)             | 2              |
| Suíça (Swiss Albums Chart)                    | 7              |